# Cambria, Illinois
Cambria är en ort (village) i Williamson County i Illinois. Vid 2010 års folkräkning hade Cambria 1 228 invånare.